# Wieprzów Tarnawacki
Wieprzów Tarnawacki [pronunciación en polaco: /ˈvjɛpʂuf tarnaˈvat͡ski/] es una aldea ubicada en el distrito administrativo de Gmina Tarnawatka, dentro del condado de Tomaszów Lubelski, voivodato de Lublin, en el este de Polonia. Se encuentra a unos 6 kilómetros al sureste de Tarnawatka, a 6 kilómetros al norte de Tomaszów Lubelski, y a 103 kilómetros al sureste de la capital regional Lublin.